# دي جي كوول
دي جي كوول (بالإنجليزية: DJ Kool) هو موسيقي ودي جيه ومغني أمريكي، ولد في 20 مارس 1958 في واشنطن العاصمة في الولايات المتحدة.

## وصلات خارجية
- دي جي كوول على موقع IMDb (الإنجليزية)
- دي جي كوول على موقع ميوزك برينز (الإنجليزية)
- دي جي كوول على موقع أول ميوزيك (الإنجليزية)
- دي جي كوول على موقع ديسكوغز (الإنجليزية)
- دي جي كوول على موقع ديسكوغز (الإنجليزية)